# Juvenia Kraków (rugby)

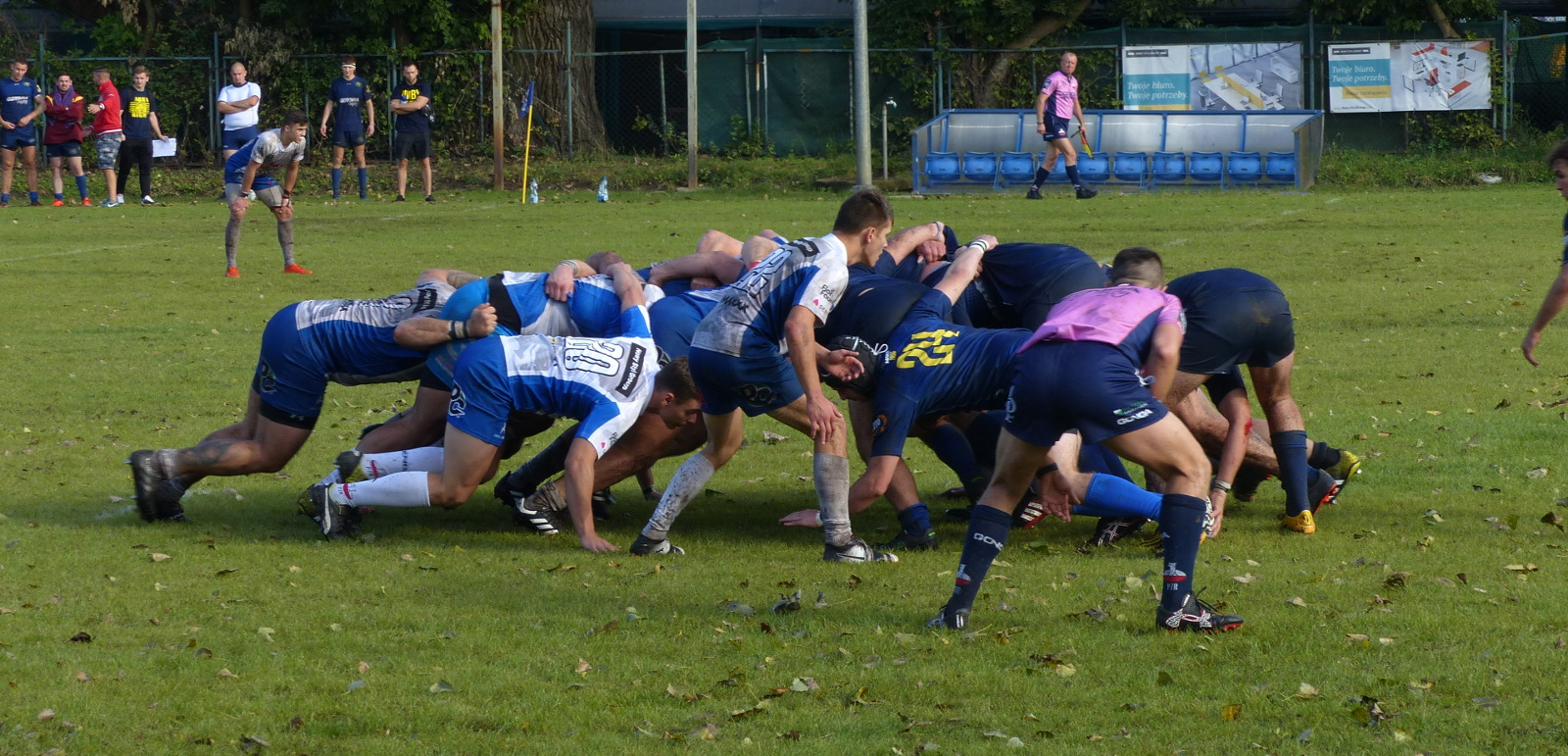
Młyn podczas meczu Juvenii (w jasnych koszulkach) przeciwko Arce Gdynia (rozgrywki Ekstraligi w 2018)

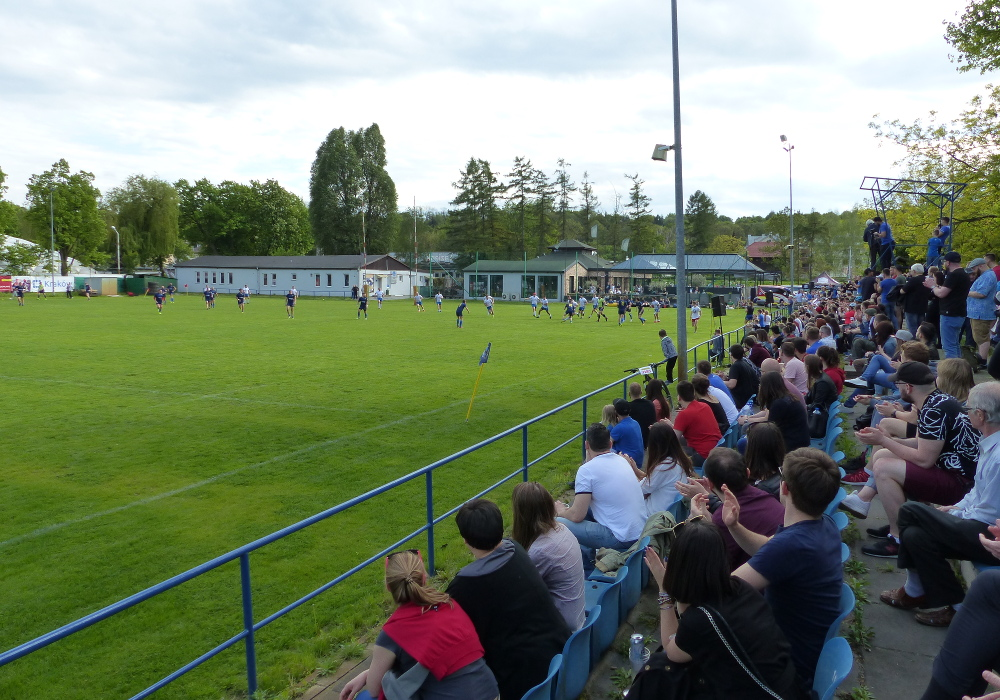
Stadion Juvenii podczas meczu Juvenii przeciwko Arce Gdynia (rozgrywki Ekstraligi w 2019)

Juvenia Kraków – polska drużyna rugby będąca sekcją Rzemieślniczego Klubu Sportowego Juvenia Kraków. Drużyna seniorów występuje w Ekstralidze, a jej największym sukcesem był awans do półfinału rozgrywek i zdobycie brązowego medalu mistrzostw Polski w 2009. W rozgrywkach rugby 7 Juvenia zdobyła srebrny medal mistrzostw Polski mężczyzn w 2002 oraz brązowe medale mistrzostw Polski kobiet w 2019 i mistrzostw Polski mężczyzn w 2020 i 2021.

## Mężczyźni – rugby piętnastoosobowe
Po raz pierwszy sekcja rugby powstała w Juvenii w 1956 i istniała do końca 1957 (jej zawodnikiem w tym okresie był Jerzy Bińczycki). We wrześniu 1957 Juvenia była jednym z trzech klubów sportowych – założycieli Polskiego Związku Rugby. Drużyna wystąpiła w zorganizowanych po raz pierwszy w Polsce w 1957 rozgrywkach ligowych rugby: zwyciężyła swoją grupę w lidze okręgowej (stanowiącej drugi poziom rozgrywek), co zapewniało awans do I ligi. Po zakończeniu sezonu sekcja została jednak rozwiązana z powodu braku pieniędzy. 
Ponownie sekcja rugby została zorganizowana w Juvenii w 1973 staraniem Krzysztofa Kalisza, ówczesnego wiceprezesa ds. sportowych klubu, w miejsce rozwiązanej sekcji koszykówki. Rugbyści przystąpili do rozgrywek II ligi, a pierwszy mecz ligowy rozegrali w sierpniu 1974 przeciwko Posnanii. Pierwsze ligowe zwycięstwo odnieśli dopiero w 1976; w tym roku awansowali też do półfinału Pucharu Polski, w którym ulegli Czarnym Bytom 12:15. W sezonach 1978/1979 i 1979/1980 Juvenia nie brała udziału w rozgrywkach ligowych z uwagi na kłopoty kadrowe. Po tej przerwie ponownie przystąpiła do rozgrywek II ligi. W latach 80. XX wieku Juvenia była kilkakrotnie bardzo bliska awansu na najwyższy poziom rozgrywek.
W 1987, z powodu konfliktów z zarządem klubu w sprawie miejsca do gry, drużyna rugby przeniosła się z Juvenii do Korony Kraków, gdzie przetrwała dwa lata. Po zakończeniu sezonu 1988 sekcja w Koronie została rozwiązana. Drużyna rugby (która w międzyczasie rozgrywała mecze towarzyskie pod szyldem Juvenii) odrodziła się pod koniec 1993, początkowo jako Rugby Klub Kraków 1993, a od początku 1996 ponownie jako sekcja Juvenii. 
W 2000 rugbyści Juvenii awansowali na najwyższy poziom rozgrywek klubowych w Polsce. W 2003 spadli na niższy poziom (choć w tym samym sezonie awansowała do półfinału Pucharu Polski), wrócili jednak do Ekstraligi w 2005. Rok później Juvenia zyskała sponsora strategicznego – krakowską firmę deweloperską Salwator. W 2009 drużyna występująca wówczas pod marką Salwator Juvenia Kraków osiągnęła największy sukces w historii: zajęła trzecie miejsce w rozgrywkach I ligi zdobywając brązowy medal mistrzostw Polski. Uległa wówczas w półfinale rozgrywek Arce Gdynia 6:15. W tym samym sezonie ponownie zagrała w półfinale Pucharu Polski. Jednak już w tym samym roku, wskutek zaprzestania wsparcia przez Salwator, drużyna popadła w finansowe kłopoty.
W 2012 Juvenia spadła z Ekstraligi, powróciła do niej w 2014. W 2015, mimo wyników zapewniających utrzymanie się w Ekstralidze, władze Juvenii wobec kłopotów kadrowych i infrastrukturalnych podjęły decyzję o przystąpieniu w kolejnym sezonie do rozgrywek na niższym poziomie. Jednak już rok później drużyna wywalczyła powrót do Ekstraligi. W sezonie 2023/2024 była liderem ligi po rundzie jesiennej, ostatecznie jednak skończyła rozgrywki bez medalu.
Wychowankiem, długoletnim graczem, a następnie trenerem Juvenii był wielokrotny reprezentant Polski Janusz Wilk.
Podsumowanie wyników drużyny seniorów Juvenii w rozgrywkach ligowych:
| Sezon                                                                     | Poziom rozgrywek | Lokata | Awans/spadek | Inne informacje |
| ------------------------------------------------------------------------- | ---------------- | ------ | ------------ | --- |
| 1957                                                                      | 2                | -      | -            | 1. miejsce w rozgrywkach ligi okręgowej w okręgu katowickim, które dawało awans do I ligi, jednak w kolejnym sezonie Juvenia nie przystąpiła do rozgrywek                                                                                               |
| od sezonu 1958 do sezonu 1973/1974 – nie brała udziału w rozgrywkach      |                  |        |              | |
| 1974/1975                                                                 | 2                | 6      | -            | ostatnie miejsce |
| 1975/1976                                                                 | 2                | 5      | -            | ostatnie miejsce |
| 1976/1977                                                                 | 2                | 4      | -            | |
| 1977/1978                                                                 | 2                | 6      | -            | ostatnie miejsce |
| od sezonu 1978/1979 do sezonu 1979/1980 – nie brała udziału w rozgrywkach |                  |        |              | |
| 1980/1981                                                                 | 2                | -      | -            | 2. miejsce w rozgrywkach grupy południowej |
| 1981/1982                                                                 | 2                | 3      | -            | |
| 1983                                                                      | 2                | 2      | -            | |
| 1984                                                                      | 2                | 2      | -            | |
| 1985                                                                      | 2                | 4      | -            | |
| 1986                                                                      | 2                | 3      | -            | |
| 1987                                                                      | 2                | 3      | -            | występy Korony Kraków |
| 1988                                                                      | 2                | 6      | -            | występy Korony Kraków, ostatnie miejsce |
| od sezonu 1989 do sezonu 1992 – nie brała udziału w rozgrywkach           |                  |        |              | |
| 1993                                                                      | 2                | -      | -            | występy Rugby Klub Kraków 1993, 2. miejsce w rozgrywkach grupy południowej w sezonie zasadniczym, 3. (ostatnie) miejsce w rozgrywkach o puchar PZR, w których nie brały udziału dwie najlepsze drużyny sezonu zasadniczego                              |
| 1994                                                                      | 2                | -      | -            | występy Rugby Klub Kraków 1993, 5. miejsce w sezonie zasadniczym, 5. (ostatnie) miejsce w rozgrywkach o puchar PZR, w których nie brały udziału dwie najlepsze drużyny sezonu zasadniczego                                                              |
| 1995                                                                      | 2                | -      | -            | występy Rugby Klub Kraków 1993, drużyna niesklasyfikowana w sezonie zasadniczym z powodu zbyt małej liczby rozegranych meczów, 2. (ostatnie) miejsce w rozgrywkach o puchar PZR, w których nie brały udziału trzy najlepsze drużyny sezonu zasadniczego |
| 1996                                                                      | 2                | -      | -            | 4. miejsce w sezonie zasadniczym, 1. miejsce w rozgrywkach o puchar PZR, w których nie brały udziału dwie najlepsze drużyny sezonu zasadniczego |
| 1997                                                                      | 2                | -      | -            | 5. (ostatnie) miejsce w rozgrywkach grupy II w sezonie zasadniczym, 6. miejsce w rozgrywkach o puchar PZR, w których nie brały udziału dwie najlepsze drużyny sezonu zasadniczego                                                                       |
| 1998                                                                      | 2                | -      | -            | 4. (ostatnie) miejsce w rozgrywkach grupy I |
| 1998/1999                                                                 | 2                | 3      | -            | |
| 1999/2000                                                                 | 2                | 2      | awans        | |
| 2000/2001                                                                 | 1                | 9      | -            | ostatnie miejsce, zwycięstwo w meczu o utrzymanie z Folc AZS Warszawa 17:15 |
| 2001/2002                                                                 | 1                | 6      | -            | |
| 2002/2003                                                                 | 1                | 10     | spadek       | ostatnie miejsce |
| 2003/2004                                                                 | 2                | 2      | -            | rezygnacja z gry w barażu o awans z AZS-AWFiS Gdańsk |
| 2004/2005                                                                 | 2                | 2      | awans        | zwycięstwo w barażu o awans ze Skrą Warszawa 15:12 |
| 2005/2006                                                                 | 1                | 7      | -            | |
| 2006/2007                                                                 | 1                | 8      | -            | występy pod nazwą Salwator Juvenia Kraków |
| 2007/2008                                                                 | 1                | 5      | -            | występy pod nazwą Salwator Juvenia Kraków |
| 2008/2009                                                                 | 1                | 3      | -            | występy pod nazwą Salwator Juvenia Kraków, porażka w półfinale mistrzostw z Arką Gdynia 6:15, brązowy medal mistrzostw Polski |
| 2009/2010                                                                 | 1                | 6      | -            | |
| 2010/2011                                                                 | 1                | 7      | -            | zwycięstwo w meczu o utrzymanie z Ogniwem Sopot 25:22 |
| 2011/2012                                                                 | 1                | 8      | spadek       | ostatnie miejsce, porażka w dwumeczu play-out z AZS AWF Warszawa (w domu 17:24, na wyjeździe 24:22) |
| 2012/2013                                                                 | 2                | 2      | -            | porażka w dwumeczu finałowym z Ogniwem Sopot (w domu 19:32, na wyjeździe 19:39) |
| 2013/2014                                                                 | 2                | 1      | awans        | zwycięstwo w dwumeczu finałowym ze Skrą Warszawa (na wyjeździe 22:17 i w domu 8:12) |
| 2014/2015                                                                 | 1                | 7      | spadek       | Juvenia zapewniła sobie utrzymanie w Ekstralidze, ale wobec kłopotów kadrowych i infrastrukturalnych zdecydowała się w kolejnym sezonie przystąpić do rozgrywek na niższym poziomie                                                                     |
| 2015/2016                                                                 | 2                | 1      | awans        | zwycięstwo w dwumeczu finałowym z Budowlanymi Lublin (na wyjeździe 39:29 i w domu 27:14) |
| 2016/2017                                                                 | 1                | 7      | -            | zwycięstwo w meczu o utrzymanie z KS Budowlanymi Łódź 24:18 |
| 2018                                                                      | 1                | 8      | -            | 2. miejsce w grupie Trophy |
| 2019                                                                      | 1                | 7      | -            | |
| 2019/2020                                                                 | 1                | 4      | -            | sezon przerwany i nieukończony z powodu pandemii COVID-19, ostateczna klasyfikacja ustalona przez Komisję Gier i Dyscypliny Polskiego Związku Rugby |
| 2020/2021                                                                 | 1                | 8      | -            | w rozgrywkach wystąpiła również drużyna rezerw Juvenii, która zdobyła mistrzostwo II ligi (trzeciego poziomu ligowego), jednak z uwagi na zapisy regulaminu nie mogła awansować poziom wyżej                                                            |
| 2021/2022                                                                 | 1                | 8      | -            | |
| 2022/2023                                                                 | 1                | 6      | -            | |
| 2023/2024                                                                 | 1                | 4      | -            | porażka w meczu o brązowy medal z Awentą Pogonią Siedlce 10:30 |
| 2024/2025                                                                 | 1                | 5      | -            | |

## Mężczyźni – rugby 7
Największymi sukcesami męskiej drużyny rugby 7 Juvenii są medale mistrzostw Polski: srebrny zdobyty w 2002 i brązowe zdobyte w 2020 i 2021.
Podsumowanie wyników drużyny rugby 7 mężczyzn Juvenii w mistrzostwach Polski:
| Sezon                              | Lokata | Inne informacje                                                            |
| ---------------------------------- | ------ | -------------------------------------------------------------------------- |
| od 1996 do 2000/2001 – brak danych |        |                                                                            |
| 2001/2002                          | 2      | porażka w finale z Orkanem Sochaczew 0:29, srebrny medal mistrzostw Polski |
| 2002/2003                          | -      | nie uczestniczyła w turnieju finałowym                                     |
| 2003/2004                          | 6      | porażka w meczu o 5. miejsce z Budowlanymi Lublin 0:41                     |
| 2004/2005                          | -      | nie uczestniczyła w turnieju finałowym                                     |
| 2005/2006                          | -      | nie uczestniczyła w turnieju finałowym                                     |
| 2006/2007                          | -      | nie uczestniczyła w turnieju finałowym                                     |
| 2007/2008                          | -      | nie uczestniczyła w turnieju finałowym                                     |
| 2008/2009                          | 6      | porażka w meczu o 5. miejsce z MACH Czarnymi Pruszcz Gdański 0:24          |
| 2009/2010                          | -      | nie uczestniczyła w turnieju finałowym                                     |
| 2010/2011                          | -      | nie uczestniczyła w turnieju finałowym                                     |
| 2011/2012                          | -      | nie uczestniczyła w turnieju finałowym                                     |
| 2012/2013                          | 6      | porażka w meczu o 5. miejsce z Budowlanymi SA Łódź 12:33                   |
| 2013/2014                          | -      | nie uczestniczyła w turniejach finałowych (mimo uzyskanej kwalifikacji)    |
| 2014/2015                          | -      | nie uczestniczyła w turnieju finałowym (mimo uzyskanej kwalifikacji)       |
| 2015/2016                          | -      | nie uczestniczyła w turniejach finałowych                                  |
| 2016/2017                          | 14     | nie uczestniczyła w turnieju finałowym                                     |
| 2017/2018                          | 5      | zwycięstwo w meczu o 5. miejsce z AZS-AWFiS Gdańsk 33:7                    |
| 2018/2019                          | 5      | zwycięstwo w meczu o 5. miejsce z Czarnymi Pruszcz Gdański 21:17           |
| 2019/2020                          | 3      | brązowy medal mistrzostw Polski                                            |
| 2020/2021                          | 3      | brązowy medal mistrzostw Polski                                            |
| 2021/2022                          | 6      | drużyna Juvenii wzięła udział w 2 spośród 4 turniejów                      |
| 2022/2023                          | 5      | zwycięstwo w meczu o 5. miejsce z AZS AWF Warszawa 26:12                   |
| 2023/2024                          | 4      | porażka w meczu o 3. miejsce z Posnanią 7:26                               |
| 2024/2025                          | -      | nie uczestniczyła                                                          |

## Kobiety – rugby 7
Drużyna rugby kobiet powstała w Juvenii w 2013. Największym jej sukcesem jest brązowy medal mistrzostw Polski zdobyty w 2019.
Podsumowanie wyników drużyny rugby 7 kobiet Juvenii w mistrzostwach Polski:
| Sezon     | Lokata | Inne informacje                                                                              |
| --------- | ------ | -------------------------------------------------------------------------------------------- |
| 2013/2014 | 9      | zawodniczki Juvenii przystąpiły do rozgrywek wiosną 2014 i wzięły udział w połowie turniejów |
| 2014/2015 | 9      | drużyna Juvenii wzięła udział w 4 spośród 7 turniejów                                        |
| 2015/2016 | 8      | drużyna Juvenii wzięła udział w 7 spośród 8 turniejów                                        |
| 2016/2017 | 5      |                                                                                              |
| 2017/2018 | 4      |                                                                                              |
| 2018/2019 | 3      | brązowy medal mistrzostw Polski                                                              |
| 2019/2020 | 5      |                                                                                              |
| 2020/2021 | 4      |                                                                                              |
| 2021/2022 | –      | drużyna Juvenii nie uczestniczyła w mistrzostwach                                            |
| 2022/2023 | –      | drużyna Juvenii nie uczestniczyła w mistrzostwach                                            |
| 2023/2024 | –      | drużyna Juvenii nie uczestniczyła w mistrzostwach                                            |
| 2024/2025 | 12     | drużyna Juvenii wzięła udział w 4 spośród 7 turniejów                                        |

## Drużyny młodzieżowe
W klubie istnieją ponadto drużyny młodzieżowe mężczyzn rugby piętnastoosobowego i rugby 7 oraz kobiet rugby 7. W drugiej dekadzie XXI w. zaczęły one odnosić liczne sukcesy. Związane one były m.in. ze współpracą Juvenii z innymi klubami małopolskimi i Szkołą Mistrzostwa Sportowego Marcina Gortata w Krakowie oraz skupieniem w klubie młodzieży z tych ośrodków.
Sukcesy drużyn młodzieżowych Juvenii w rozgrywkach o mistrzostwo Polski:
- rugby piętnastoosobowe – juniorzy (U18): mistrzostwo – 2018[111] i 2019[112][113], wicemistrzostwo – 2022[114][115], 2023[116] i 2024[117], trzecie miejsce – 2013[118], 2020[119] i 2021[120];
- rugby piętnastoosobowe – kadeci (U16): mistrzostwo – 2016[121], 2019[122] i 2022[123][124], wicemistrzostwo – 2017[121], trzecie miejsce – 2023[125];
- rugby 7 – juniorzy (U18): mistrzostwo – 2018[126], 2019[127][128], 2020[129], 2021[130] i 2024[131], wicemistrzostwo – 2023[132];
- rugby 7 – kadeci (U16): mistrzostwo – 2022[133], wicemistrzostwo – 2016[134], 2017[135], 2019[136] i 2021[137];
- rugby 7 – kadetki (U16): mistrzostwo – 2018 (pierwsza edycja mistrzostw Polski)[138][126], 2019[139][140], 2020[141] i 2023[142], wicemistrzostwo – 2021[143].

Dużym międzynarodowym sukcesem Juvenii było drugie miejsce w silnie obsadzonym międzynarodowym turnieju rugby 7 rozgrywanym w kategorii U19 podczas Dubai Sevens w 2019.